# Gier (2010)
Gier (Arbeitstitel: Mit Glanz und Gloria) ist ein zweiteiliger deutscher Fernsehfilm von Regisseur Dieter Wedel aus dem Jahr 2010. Die Geschichte ist inspiriert vom Leben des Betrügers Jürgen Harksen.

## Handlung

### Teil 1: Mit Glanz und Gloria
Andy Schroth ist Angestellter einer Immobilienfirma mit mittlerem Gehalt. Bei einer Party lernt er den Hochstapler Dieter Glanz kennen, der Sympathie für den jungen Mann empfindet; Andy Schroth erinnert ihn an seine eigenen Anfänge. Glanz spielt anderen vermögenden Leuten den großen Investment-Kenner vor und verleitet sie so, Geld bei ihm anzulegen. Auch Andy Schroth ist von diesem Unterfangen derart begeistert, dass er eine beachtliche Summe bei Glanz anlegt. Die soll er, wie andere Menschen, die Glanz Geld zur Anlage überlassen haben, mit Zinsen zurückbekommen. Andy Schroth überredet auch seinen Vater und seine Kollegen, ihm Geld zu überlassen, um es bei Dieter Glanz für sie gewinnbringend anlegen zu können.
Andy wartet, neben vielen anderen, sehnsüchtig auf die Ausschüttung der versprochenen Gewinne. Doch der Geldsegen verzögert sich, stattdessen tauchen vermehrt Gerüchte über die mangelnde Seriosität von Glanz auf.

### Teil 2: Das Duell
Der zwielichtige Dieter Glanz hat sich in der Zwischenzeit nach Südafrika abgesetzt. Die Stimmung unter seinen Investoren ist gereizt. Dennoch verspricht Glanz, dass die Gewinne bald ausgeschüttet werden sollen.
Für Andy Schroth, der sich für Dieter Glanz hoch verschuldet hat, entstehen immer mehr Probleme. Als Erstes verliert er seinen Job, dann seine Frau Sabine und schließlich auch noch sein Haus. Unterdessen fängt Staatsanwalt Sasse an, gegen den mutmaßlichen Betrüger Glanz zu ermitteln. Als Andy auf einer Party beim Hochstapler Glanz dessen Machenschaften durchschaut, will er mit dem Staatsanwalt kooperieren.
Nach einer Schießerei auf Glanz’ Anwesen in Südafrika wird dieser inhaftiert und nach Deutschland ausgeliefert. In einem Prozess lässt er sich als modernen Robin Hood feiern, der die Reichen um ihr Schwarzgeld brachte, um es den Armen, insbesondere sich selbst, zu geben. Andy Schroth erhält von Nadja Hartmann, der Schwester seiner mittlerweile von ihm getrennten Frau, die für Glanz bei ausschweifenden Partys für die rechte Stimmung bei einigen Anlegern sorgen sollte, ein Paket mit Bargeld, das Glanz im Garten vergraben hatte und von dessen Existenz sie wusste. Ob diese Übergabe etwas mit dem One-Night-Stand zu tun hat, den Andy Schroth und Nadja Hartmann miteinander hatten, oder aus Mitleid erfolgt, bleibt am Ende ungeklärt.

## Hintergrund
- Der Film wurde von Februar bis Mai 2009 überwiegend in Deutschland, Südafrika und Mallorca gedreht.
- Die deutsche Erstausstrahlung erfolgte am 15. Januar 2010 bei Arte, wo beide Teile hintereinander liefen. Eine Woche später, am 20. und 21. Januar 2010, wurde der Fernsehfilm in zwei Teilen auf der ARD ausgestrahlt.
- Für die Recherchen zu seinem Drehbuch sprach Dieter Wedel unter anderem mit Hochstaplern, daneben ließ er eigene Erfahrungen mit Investmentbankern in seinen Film einfließen.

## Rezeption

### Quoten
- Teil 1 (ARD): 5,75 Mio. Zuschauer (16,7 % Marktanteil).[1]
- Teil 2 (ARD): 4,92 Mio. Zuschauer (15,0 % Marktanteil).[2]

### Kritik
Der Zweiteiler erhielt überwiegend negative Bewertungen.

#### Zum ersten Teil
„Am Ende des ersten Teils kam sich der Zuschauer selbst etwas betrogen vor. Er hatte immerhin 90 Minuten seiner Zeit investiert, wurde stundenlang hingehalten und stand beim Abspann immer noch mit leeren Händen da. Da wirkt die Aufforderung durch Dieter Wedel, noch einmal die gleiche Summe an Zeit für den zweiten Teil von Gier zu investieren, reichlich fragwürdig.“

#### Zum zweiten Teil
„Leider waren auch diesmal nur besoffene Yuppies vor schöner Kulisse zu sehen, denn nach Spannungsbögen und Tiefgang suchten wir vergebens.“

#### Zum gesamten Film
„Der ausladende TV-Zweiteiler Gier kündete weniger von betrügerischen Tricks in der Finanzbranche als vom künstlerischen Ende des Großregisseurs Dieter Wedel.“

„Unterhaltsames, durchaus zeitnahes (Fernseh-)Drama mit hervorragender Besetzung, das grenzenlose Habgier ebenso thematisiert wie die nahezu krankhafte Sucht nach Anerkennung.“

„Mit Gier will Wedel der in die Jahre gekommenen Spaßgesellschaft, die sich ohne Arbeit reich und reicher spekuliert, den Spiegel vorhalten. Für den Zweiteiler, der das kritische Hollywood-Drama der 1980er mit dem Degeto-Touch kurzschließt, ließ sich der 70-Jährige vom Fall des Finanzbetrügers Jürgen Harksen inspirieren. Viele „Magic Moments“ laufen ins Leere, weil die Geschichte dramaturgisch für zwei Teile nicht trägt. Für einen Wedel zu wenig. Und für den Zuschauer auch!“

## Auszeichnungen
- 2011: Jupiter Award in der Kategorie Bester TV-Spielfilm